# Marian Dygo
Marian Dygo (ur. 22 stycznia 1951 w Pasłęku) – historyk wieków średnich, profesor nadzwyczajny na Uniwersytecie Warszawskim i na Wydziale Historycznym Akademii Humanistycznej im. Aleksandra Gieysztora w Pułtusku.

## Życiorys
Absolwent historii  Uniwersytetu Warszawskiego. Tytuł magistra uzyskał na w 1975 na podstawie pracy Pieniądz w gospodarce Małopolski, Śląska i Czech w XIII–XIV wieku). Uczeń Mariana Małowista i Benedykta Zientary. Doktorat uzyskał w 1983 roku (Polityka monetarna Zakonu Krzyżackiego w latach 1350–1450) w Instytucie Historycznym UW. Habilitacja (Studia nad początkami władztwa zakonu niemieckiego w Prusach (1226–1259)) w 1993 roku tamże. Zatrudniony w Instytucie Historycznym UW od 1975 kolejno jako asystent stażysta, asystent, starszy asystent, adiunkt, od 1997 profesor nadzwyczajny w Zakładzie Historii Średniowiecznej. W latach 1993–2002 zastępca dyrektora Instytutu Historycznego UW .
Członek Komitetu Głównego Olimpiady Historycznej; członek Komitetu Redakcyjnego czasopisma „Srednie veka” (Rosja).
Ponadto wykłada na Akademii Humanistycznej w Pułtusku, gdzie był prorektorem. Z Wydziałem Historycznym AH związany od powstania uczelni w 1994 roku. W latach 2006–2008 był Prodziekanem Wydziału Historycznego AH.
Odznaczenia: Złoty Krzyż Zasługi (2005).

## Wybrane publikacje
- Die Münz- und Währungspolitik des Deutschen Ordens in Preussen in der ersten Hälfte des 15. Jahrhunderts, Übers. aus dem Poln. Włodzimierz Borodziej, Warszawa: Wydawnictwa Uniwersytetu Warszawskiego 1987.
- The Political Role of the Cult of the Virgin Mary in Tuethonic Prussia in the Fourteenth and Fifteenth Centuries, "Journal of Medieval History", 1989.
- Was there an Economic Crisis in Late Medieval Poland? [w:] Vierteljahrschrift für Sozial- und Wirtschaftsgeschichte, 1990.
- Weksel i Hanza w późnym średniowieczu. Przykład Hildebranda Veckinchusena, w: Czas, przestrzeń i praca w dawnym mieście, Warszawa 1991.
- Studia nad początkami władztwa zakonu niemieckiego w Prusach (1226–1259), Warszawa: UW IH 1992.
- (Posłowie) Benedykt Zientara, Henryk Brodaty i jego czasy, wyd. 2 uzup., posł. Marian Dygo, Warszawa: "Trio" 1997.
- (redakcja) Modernizacja struktur władzy w warunkach opóźnienia : Europa Środkowa i Wschodnia na przełomie średniowiecza i czasów nowożytnych, red. Marian Dygo, Sławomir Gawlas, Hieronim Grala, Warszawa: "DiG" 1999.
- Crusade and colonization: yet another response to the Magdeburg charter of 1108 AD, 2001.
- (redakcja) Stosunki międzywyznaniowe w Europie Środkowej i Wschodniej w XIV–XVII wieku, red. Marian Dygo, Sławomir Gawlas, Hieronim Grala, Warszawa: "DiG" 2002.
- (redakcja) Ostmitteleuropa im 14.–17. Jahrhundert – eine Region oder Region der Regionen?, hrsg. von Marian Dygo, Sławomir Gawlas, Hieronim Grala, Warszawa: Wydawnictwo DiG 2003.
- Ziemie polskie wobec Zachodu. Studia nad rozwojem średniowiecznej Europy, Warszawa 2006.
- (redakcja) Polska, Europa, Afryka. Studia ofiarowane profesorowi Bronisławowi Nowakowi w sześćdziesiątą piątą rocznicę urodzin, red. Marian Dygo, Pułtusk: Akademia Humanistyczna im. Aleksandra Gieysztora 2007.
- (redakcja) Mazowsze na pograniczu kultur w średniowieczu i nowożytności (materiały z konferencji, Pułtusk, 14–15 września 2007 r.), red. Marian Dygo, Pułtusk: Akademia Humanistyczna im. Aleksandra Gieysztora 2007.
- Państwo zakonu krzyżackiego w Prusach. Władza i społeczeństwo, WN PWN, Warszawa 2008.
- (redakcja) Bruno z Kwerfurtu: osoba, dzieło, epoka, red. nauk. Marian Dygo, Wojciech Fałkowski, Pułtusk: Akademia Humanistyczna imienia Aleksandra Gieysztora 2010.